# Mars (Manga)
Mars ist ein Manga von Fuyumi Sōryō. Der Manga erzählt die Geschichte des schüchternen Mädchens Kira und des Jungen Rei, die zwar verschieden zu sein scheinen, aber zueinander finden. Mars ist ein Shōjo-Manga und richtet sich somit hauptsächlich an Mädchen und junge Frauen. Er ist zudem dem Sport-Genre zuzuordnen. 
2004 wurde in Taiwan eine Real-Fernsehserie auf Basis des Manga unter dem Titel God Mars produziert.

## Handlung
Rei ist nicht nur ein Draufgänger, er hat auch einen ausgeprägten Gerechtigkeitssinn und hilft Kira, wenn diese von den Mitschülern gemobbt wird. Kiras Meinung über Rei ändert sich, als er im Kunstraum die Mars-Statue küsst. Sie malt Rei und nennt dieses Bild Mars. Die beiden kommen sich näher, doch Kira wahrt zunächst ihre Zurückhaltung auch bei einem ersten Kuss. Im Verlauf der Geschichte lernen Rei und Kira den Anderen immer besser kennen und finden die Abgründe des Anderen heraus. Damit Rei Kira beschützen kann, will er sie heiraten, wenn er 18 ist. Gegen Ende verlässt Rei die Schule und tritt das Erbe seines Stiefvaters an. Doch er ist weiter unzufrieden und schließlich gelingt es ihm, mit Kiras Hilfe, seinen Traum zu verwirklichen und Rennfahrer zu werden.

## Charaktere
Kira Aso wurde während ihrer Kindheit von ihrem Stiefvater missbraucht, ist daher zurückhaltend und das unauffälligste Mädchen ihrer Schule. Darüber hinaus hat sie eine Abneigung gegen alle Jungen und versucht sich durch die Malerei, die sie später zu ihrem Beruf machen möchte, von ihren Problemen abzulenken. 
Rei Kashino hat seine gesamte Familie durch tragische Umstände verloren. Sein Vater, der Rennfahrer war, starb bei einem Autorennen, seine Mutter starb durch Suizid, wie auch sein Zwillingsbruder, der sich von einem Dach stürzte. Nachdem er eine Weile in Los Angeles lebte, kehrte er nach Japan zurück. Er wohnt in ärmlichen Verhältnissen und verdient sich seinen Lebensunterhalt als Bauarbeiter. Sein Traum ist es, Rennfahrer zu werden wie sein verstorbener Vater. Da sein Stiefvater ihn in seinem Vorhaben nicht unterstützt, versucht er, seinen Traum aus eigener Kraft zu verwirklichen. Er nimmt kein Blatt vor den Mund, ist gutaussehend, sehr beliebt bei den Mädchen und der auffälligste Junge der Schule. 
Tatsuya Kida ist in Kira verliebt, hat aber nicht den Mut ihr das zu sagen. Außerdem ist er der beste Freund von Rei.
Harumi Sugihara versucht Rei, nachdem sie eine Affäre hatte, für sich zu gewinnen. Da Reis Beziehung mit einer älteren Schülerin gescheitert ist, sieht sie ihre Chance. Aber Kira macht mit ihrem Auftauchen alles zunichte. Und die leidenschaftliche Harumi brennt vor Hass und Eifersucht.

## Veröffentlichung
Mars erschien in Japan erstmals 1995 im monatlich erscheinenden Manga-Magazin Bessatsu Friend und fand dort 2000 ein Ende. Die Geschichte wurde vom Kodansha-Verlag ab 1996 auch in 15 Taschenbücher veröffentlicht. Diesen folgte 2000 ein Zusatzband mit dem Titel Mars Gaiden.
Auf Deutsch verlegte Planet Manga den Manga von 2002 bis 2003 vollständig, in monatlichen Abständen. Mars Gaiden erschien als 16. Band. Auch in Italien, Polen, Taiwan, Frankreich und den USA wurde der Manga veröffentlicht.